# Esperança Gicaso
Esperança Gicaso ( 2 de julho de 1992) é uma competidora para-atlética angolana.  Serviu como porta-bandeira de Angola no Desfile das Nações paraolímpicos de verão de 2016 . Gicaso concorre na classificação  para atletas cegos. 

## Carreira
Gicaso começou seu treinamento atlético em 2008.  Em 2011, conquistou a medalha de bronze na prova dos 100 metros nos Jogos Africanos de Maputo, em Moçambique .  Competiu nas Paraolimpíadas de Verão de 2012 nos 100 metros e 200 metros e nos 400 metros, mas acabou não avançando para as finais 
No Campeonato Mundial de Atletismo do IPC 2013 em Lyon, França, Gicaso conquistou a medalha de bronze nos 200 metros  Nos Jogos Africanos de 2015 em Brazzaville, na República do Congo, conquistou a medalha de bronze nos 100 metros.  
Foi o porta-bandeira de Angola durante as cerimônias de abertura dos Jogos Paraolímpicos de Verão 2016 no Rio de Janeiro .  Ela competiu nas provas de 100 metros, 200 metros e 400 metros. 
No Campeonato Mundial de Paraatletismo de 2017 em Londres, Gicaso conquistou a medalha de prata nos 100 metros   e bronze nos 200 metros.  Foi eleita a Jogadora Mais Valiosa de 2017 pela Associação de Atletas Olímpicos de Angola. 

## Vida pessoal
Gicaso reside em Maianga, Angola. Ensina português em uma escola em Luanda . 
1. 1 2 3 4 5 6  «Esperanca Gicaso - Athletics | Paralympic Athlete Profile». International Paralympic Committee (em inglês). Consultado em 20 de março de 2020
2. ↑  «Esperança Gicaso wins silver medal». ANGOP (em inglês). 12 de setembro de 2011. Consultado em 21 de março de 2020
3. ↑  «All-Africa Games: Gicaso wins bronze in 100 metres of visual impaired athletics». ANGOP (em inglês). 14 de setembro de 2015. Consultado em 20 de março de 2020
4. ↑  «Angolana Esperança Gicaso conquista bronze nos 100 metros». Desporto. 14 de setembro de 2014. Consultado em 20 de março de 2020
5. ↑  Scarr, Georgia (24 de julho de 2017). «World Para Athletics Championships: Days 5-10». Runner's World (em inglês). Consultado em 20 de março de 2020
6. ↑  Paralympic Games (17 de julho de 2017). «Women's 200m T11 | Final | London 2017 World Para Athletics Championship». YouTube